# Carina Ljungdahl
Carina Ljungdahl (n. 21 februarie 1960, Filipstad, Comitatul Värmland, Suedia) este o înotătoare ce a reprezentat Suedia, medaliată olimpică. A participat la o ediție a Jocurilor Olimpice (1980) în care a câștigat o medalie de argint.